# 烏蘭馬爾卡區
13°30′31″S 73°43′24″W / 13.50861°S 73.72333°W
烏蘭馬爾卡區（西班牙語：Distrito de Uranmarca），是秘魯的一個區，位於該國南部阿普里馬克大區的欽切羅斯省，始建於1985年11月19日，面積148.7平方公里，海拔高度3,100米，2005年人口3,258，人口密度每平方公里22人。